# Sui He
Detta kinesiska namn är skrivet med för- och efternamn i västlig ordning. He är efternamnet.
Sui He (kinesiska: 何穗, pinyin: Hé Suì), född 23 september 1989 i Wenzhou, är en kinesisk fotomodell och skådespelare.